# Петрова гора
Петрова гора је планина на Кордуну, у Хрватској.
Према настанку спада у старије геолошке формације. Богата је шумом и водом, релативно ниска, али са бројним брдима, усјецима и потоцима.

## Име
Раније име планине било је Гвозд, по гвожђу које се могло тамо наћи. Године 1097. дошло је до битке између војске угарског краља Коломана и хрватске војске. Пораз у бици и погибија хрватског краљ Петра Сначића је означила крај хрватских народних владарских лоза, а самим тим и губитак независности и подаништво угарској круни, које је трајало све до завршетка Првог светског рата 1918.

## Други свјетски рат
У Другом свјетском рату, планина је постала склониште српском народу који је бјежао испред усташког терора, а послије и партизанска база. Усташе и окупатор су спровели низ офанзива на планину, у којима је углавном страдало цивилно становништво. 
Најтеже је било у прољеће 1942, када се мањи дио људи спасио из непријатељског обруча, док је око 10.000 убијено. Укупно је на Кордуну, чија је Петрова гора централни дио, страдало око 27.000 људи у рату (30% предратног становништва). Као успомена на те догађаје, настала је пјесма „На Кордуну гроб до гроба“.
Међутим, партизански отпор никад није уништен, дијелом захваљујући и систему земуница и скровишта које је било тешко открити. Централна партизанска болница је радила од 1941. до 1945, заједно са штампаријом листа „Вјесник“, радионицама, складиштима и другим објектима. У близини је и партизанско гробље.

## Споменик на врху Петровац
Споменик на највишем врху Петровац је саграђен као успомена на страдање српског становништва и партизански отпор у Другом свјетском рату. То је било и поприште једне од очајних епизода Другог свјетског рата, када је око 300 Срба наоружаних само рогуљама, изгинуло нападајући усташе утврђене на врху Петровац, за вријеме пробоја обруча на Петровој гори 1942. године.
Са врха споменика може се понекад видјети Загреб, који је удаљен око 70 km.

## Највиши врхови
- Мали Петровац, 512
- Велики Петровац, 507 m, мјесто споменика
- Мали Велебит, 325

## Биљке и животиње
Од дрвећа највише је заступљена буква, затим храст китњак, обични граб и питоми кестен. Још се јављају бријест, јавор, јасен, клен, дивља трешња, црна јова, цер и друге врсте дрвећа.
Од животиња, честе су срна, дивља свиња, дивља мачка, јазавац, куна златица, куна белица, ласица, лисица, зец, пух и вјеверица.
Међу птицама су чести јастреб кокошар, кобац птичар, шумска сова, сврака, шојка крешталица, фазан, ћук, дивља грлица, сива врана и друге.
Велики број јестивих печурки (гљива) је присутан, и брање истих доноси додатни приход становницима.

## Занимљива мјеста
- Централна партизанска болница. Комплекс дрвених брвнара из 2. СР, у Пишином гају. Ту је била партизанска болница, штампарија листа Вјесник, земунице и гробље.
- Муљава, мотел на прилазима врху Петровац из правца Војнића.
- Мали Петровац, остаци темеља католичког манастира из 14. вијека.
- Краљев гроб, наводно мјесто гроба хрватског краља Петра Свачића.